# Nina Persson
Nina Elisabet Persson (; Örebro, 6 settembre 1974) è una cantante svedese, membro del gruppo pop-rock The Cardigans.

## Discografia

### Album da solista

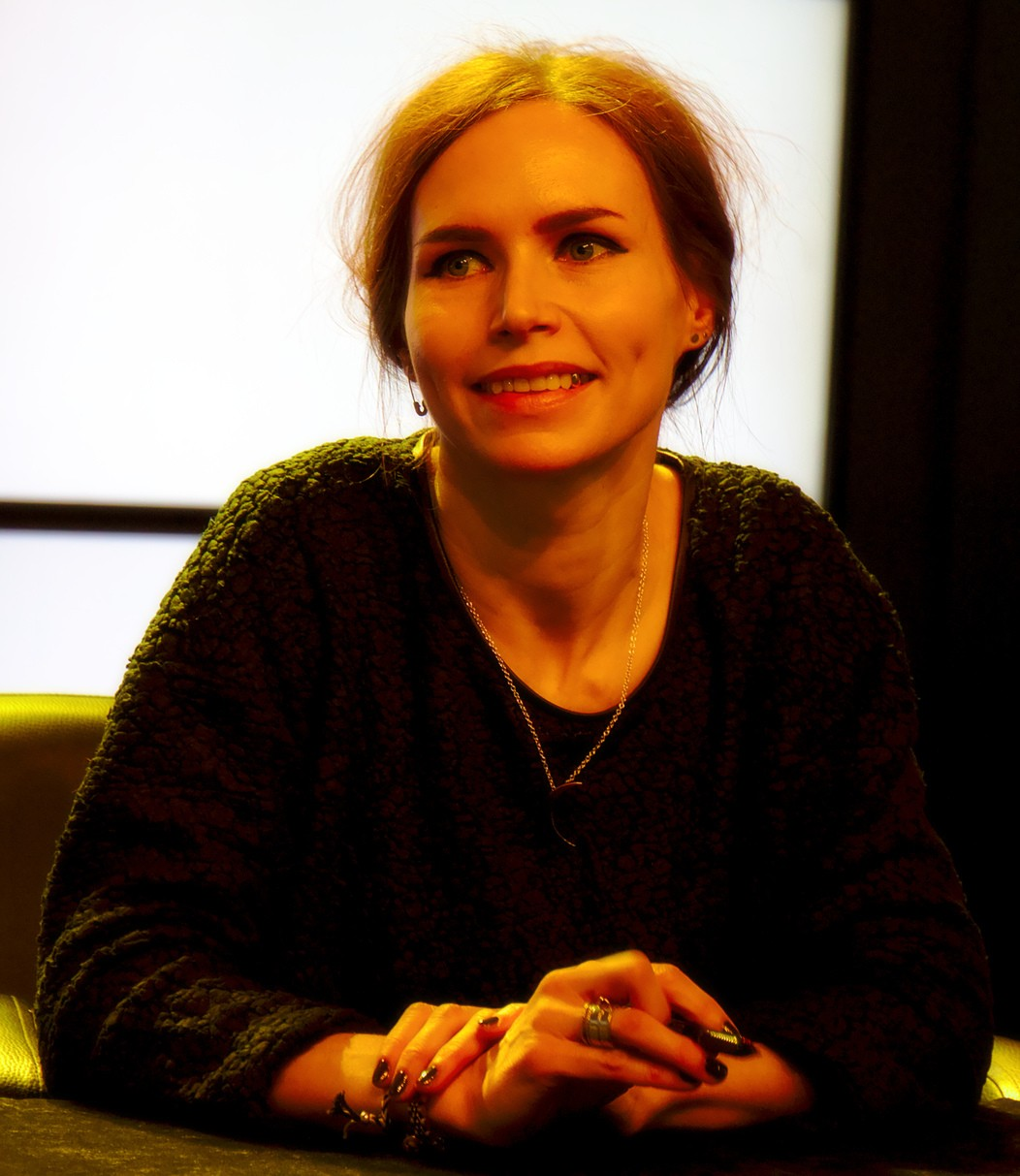
Nina Persson ad una signing session ad Amburgo nel 2014

- A Camp (2001)
- Colonia (2009)
- Animal Heart (2014)

### Colonne sonore
- God Willing (14 luglio 2006)

### Collaborazioni
- 2017 – Dead for Seconds (Moto Boy feat. Nina Persson)